# Norman Lear
Norman Milton Lear, meglio conosciuto come Norman Lear (New Haven, 27 luglio 1922 – Los Angeles, 5 dicembre 2023), è stato un autore televisivo, produttore televisivo e sceneggiatore statunitense.

## Biografia
Norman Lear nacque nel 1922 a New Haven, nel Connecticut, in una famiglia ebrea. Il padre russo e la madre ucraina furono la fonte di ispirazione per i protagonisti del suo più grande successo televisivo, Arcibaldo, rispettivamente Archie ed Edith Bunker. Impegnato nei suoi studi universitari, Lear decise di abbandonare l'Emerson College per arruolarsi nell'United States Army Air Forces con le quali partecipò in 52 missioni di combattimento sull'Europa durante la seconda guerra mondiale. Al suo ritorno, Norman intraprese la carriera nel mondo dello spettacolo lavorando inizialmente per la radio e poi scrivendo e producendo programmi televisivi come The Colgate Comedy Hour e The Martha Raye Show fino ad arrivare ai grandi successi di pubblico e critica che hanno segnato la storia della televisione degli anni '70 e '80 come Arcibaldo, Sanford and Son, Giorno per giorno, I Jefferson, Good Times e Maude prodotte dalla Tandem Productions fondata da Lear.
Nel 1980 Lear mise in pausa la sua carriera televisiva per contrastare l'ascesa della destra religiosa radicale, fondando l'organizzazione progressista People For The American Way che conta oggi oltre un milione di membri e attivisti; continuò a combattere l'estremismo di destra difendendo valori costituzionali come la libertà di espressione, la libertà religiosa, la parità di giustizia ai sensi della legge e il diritto a partecipare in modo significativo alla democrazia.
Il 29 settembre 1999 il presidente Bill Clinton conferì a Lear la National Medal of Arts, il più alto riconoscimento per un artista negli Stati Uniti, dichiarando che "Norman Lear ha rappresentato uno specchio per la società americana e ha cambiato il modo in cui la guardiamo".
Il 3 dicembre 2017 Lear ottenne il Kennedy Center Honors: alla cerimonia avrebbe dovuto partecipare il Presidente degli Stati Uniti Donald Trump verso il quale Lear era sempre stato molto critico. Trump non si presentò alla consegna dell'onorificenza.
Lear è morto nel 2023, ultracentenario.

## Vita privata
Norman Lear era sposato con Lyn Davis Lear, ed era padre di sei figli e nonno di quattro nipoti.

## Filmografia

### Regista

#### Cinema
- Una scommessa in fumo (Cold Turkey), scritto, prodotto e diretto da Lear (1971)

#### Televisione
- Bobby Darin and Friends, speciale TV, 1961

### Sceneggiatore

#### Radio
- The Martin and Lewis Show, varietà radiofonico, 1950-53
- Martha Raye Show, varietà radiofonico, 1954-56

#### Cinema
- Morti di paura (Scared Stiff), regia di George Marshall (1953)
- Alle donne ci penso io (Come Blow Your Horn), regia di Bud Yorkin (1963)
- Divorzio all'americana (Divorce American Style), regia di Bud Yorkin (1967)
- Quella notte inventarono lo spogliarello (The Night They Raided Minsky's), regia di William Friedkin (1968)
- Una scommessa in fumo (Cold Turkey), scritto, prodotto e diretto da Lear (1971)

#### Televisione
- Ford Star Revue (with Jack Haley), varietà settimanale, 1950-51
- Colgate Comedy Hour (Martin and Lewis), varietà settimanale, 1950-53
- The Ford Show, varietà settimanale, 1957
- George Gobel Show, varietà settimanale, 1957-59
- The Deputy, serie TV ideata e sceneggiata da Lear, 1959-61
- TV Guide Award Show, speciale TV, 1960
- Bobby Darin and Friends, speciale TV, 1961
- Danny Kaye Show, speciale TV, 1961
- Andy Williams Show, speciale TV, 1962
- Henry Fonda and the Family, speciale TV, 1962
- I Love Liberty, special televisivo musicale ideato, presentato, scritto e prodotto da Lear, 1982
- Live in Front of a Studio Audience: Norman Lear's 'All in the Family' and 'The Jeffersons' , special televisivo, 2019

### Produttore

#### Cinema
- Mai troppo tardi (Never Too Late), regia di Bud Yorkin (1965)
- Divorzio all'americana (Divorce American Style), regia di Bud Yorkin (1967)
- Il ladro che venne a pranzo (The Thief Who Came to Dinner), regia di Bud Yorkin (1973)
- Quella notte inventarono lo spogliarello (The Night They Raided Minsky's), regia di William Friedkin (1968)
- Fate la rivoluzione senza di noi (Start the Revolution Without Me), regia di Bud Yorkin (1970)
- Una scommessa in fumo ((Cold Turkey)), scritto, prodotto e diretto da Lear (1971)
- Stand by Me - Ricordo di un'estate (Stand by Me), regia di Rob Reiner (1986)
- La storia fantastica (Princess Bride), regia di Rob Reiner (1987)
- Pomodori verdi fritti alla fermata del treno (Fried Green Tomatoes), regia di Jon Avnet (1991)
- Way Past Cool, regia di Adam Davidson (2000)
- I Carry You with Me, regia di Heidi Ewing (2020)
- Rita Moreno: Just a Girl Who Decided to Go for It, regia di Mariem Pérez Riera (2021)

#### Televisione
- Bobby Darin and Friends, speciale TV, 1961
- An Evening with Carol Channing, speciale TV, 1966
- Robert Young and the Family, speciale TV, 1971
- Arcibaldo, serie TV ideata e prodotta da Lear, 1971-79
- Maude, serie TV ideata e prodotta da Lear, 1972-78
- Sanford and Son, serie TV, 1972-78
- Good Times, serie TV ideata e prodotta da Lear, 1974-79
- I Jefferson, serie TV ideata e prodotta da Lear, 1975-86
- Giorno per giorno, serie TV ideata e prodotta da Lear, 1975-84
- Hot l Baltimore, serie TV ideata e prodotta da Lear, 1975
- All's Fair serie TV, 1976-77
- The Nancy Walker Show, serie TV ideata e prodotta da Lear, 1976
- Mary Hartman, Mary Hartman, serie TV ideata e prodotta da Lear, 1976-77
- A Year at the Top, serie TV, 1977
- The Dumplings, serie TV, 1977
- L'Evo di Eva, serie TV ideata da Lear, 1977
- Fernwood 2 Night, serie TV ideata da Lear, 1977
- Forever Fernwood, serie TV ideata e prodotta da Lear, 1977
- Sanford Arms, serie TV, 1977
- America 2-Night, serie TV ideata da Lear, 1978
- Apple Pie, serie TV ideata da Lear, 1978
- In the Beginning, serie TV ideata da Lear, 1978
- The Baxters, serie TV, 1979
- Hanging In, serie TV, 1979
- Palmerstown, U.S.A., serie TV ideata e prodotta da Lear, 1980-81
- I Love Liberty, special televisivo musicale ideato, presentato, scritto e prodotto da Lear, 1982
- a.k.a. Pablo, serie TV ideata e prodotta da Lear, 1984
- Heartsounds, film TV, 1984
- Sunday Dinner, serie TV ideata e prodotta da Lear, 1991
- All in the Family: 20th Anniversary Special, special televisivo, 1991
- The Powers That Be, serie TV, 1992-93
- 704 Hauser, serie TV, 1994
- Channel Umptee-3, serie animata, 1997
- America Divided, serie di documentari, 2016-18
- Giorno per giorno, serie TV, 2017-20
- Live in Front of a Studio Audience: Norman Lear's 'All in the Family' and 'The Jeffersons' , special televisivo, 2019
- Live in Front of a Studio Audience: 'All in the Family' and 'Good Times' , special televisivo, 2019
- Live in Front of a Studio Audience: 'The Facts of Life' and 'Diff'rent Strokes' , special televisivo, 2021

### Attore

#### Cinema
- Norman Lear: Just Another Version of You, regia di Heidi Ewing e Rachel Grady (2016)

#### Televisione
- Live in Front of a Studio Audience: 'All in the Family' and 'Good Times' , special televisivo, 2019
- Norman Lear: 100 anni di musica e risate, special televisivo, 2022

## Riconoscimenti
- Premio Emmy, 1971 (2 riconoscimenti), 1972, 1973, 2009
- Peabody Award, 1977, 2016
- American Humanist Association, 1977
- Academy of Achievement, 1980
- Television Hall of Fame, 1984
- Britannia Awards, 2007
- National Hispanic Media Coalition, 2017
- Golden Globe
  - 2021 – Golden Globe alla carriera televisiva[3]